# 1682년
1682년은 목요일로 시작하는 평년이다.

## 연호
- 동녕(東寧) 영력(永曆) 36년
- 청(淸) 강희(康熙) 21년
- 일본(日本) 덴나(天和) 2년
- 후 레 왕조(後黎朝) 찐호아(正和) 3년

## 기년
- 동녕(東寧) 조왕 정극상(潮王 鄭克塽) 원년
- 류큐(琉球) 쇼테이왕(尚貞王) 14년
- 청(淸) 성조 강희제(聖祖 康熙帝) 21년
- 조선(朝鮮) 숙종(肅宗) 8년
- 후 레 왕조(後黎朝) 희종(熙宗) 7년

## 탄생
- 2월 25일 - 이탈리아의 해부학자, 병리학자 조반니 바티스타 모르가니. (~1771년)
- 8월 16일 - 프랑스의 왕국 부르고뉴 공작 루이. (~1712년)

## 사망
- 조선의 문신 및 학자 미수 허목. (1595년~)